# 利耶奎斯特幻日
利耶奎斯特幻日（Liljequist parhelion）是罕見的暈，是一種光學現象，為幻日環上距太陽約150-160°處出現一個亮點；即介於120度幻日和暗日之間。
當太陽觸及地平線時，利耶奎斯特幻日位於距離太陽約160°的位置，長度約10°。當太陽升起至30°時，利耶奎斯特幻日逐漸向150°移動，當太陽超過30°時，光學效應消失。利耶奎斯特幻日是由光線穿過板狀晶體引起的。利耶奎斯特幻日與120°幻日一樣呈現白藍色，這種顏色與幻日環有關，而不是與導緻利耶奎斯特幻日的冰晶有關。
利耶奎斯特幻日最早由戈斯塔·沙爾馬爾·利耶奎斯特（Gösta Hjalmar Liljequist）於1951年在南極洲毛德海姆（Maudheim）的挪威-英國-瑞典南極探險隊（1949-1952年）期間觀測到。